# Peste & Sida
Peste & Sida (pt. ‚Pest und AIDS‘, lautmalerisch auch: ‚Pestizid‘) ist der Name einer portugiesischen Punk-Rock-Band aus Lissabon.

## Geschichte

### 1986–1996

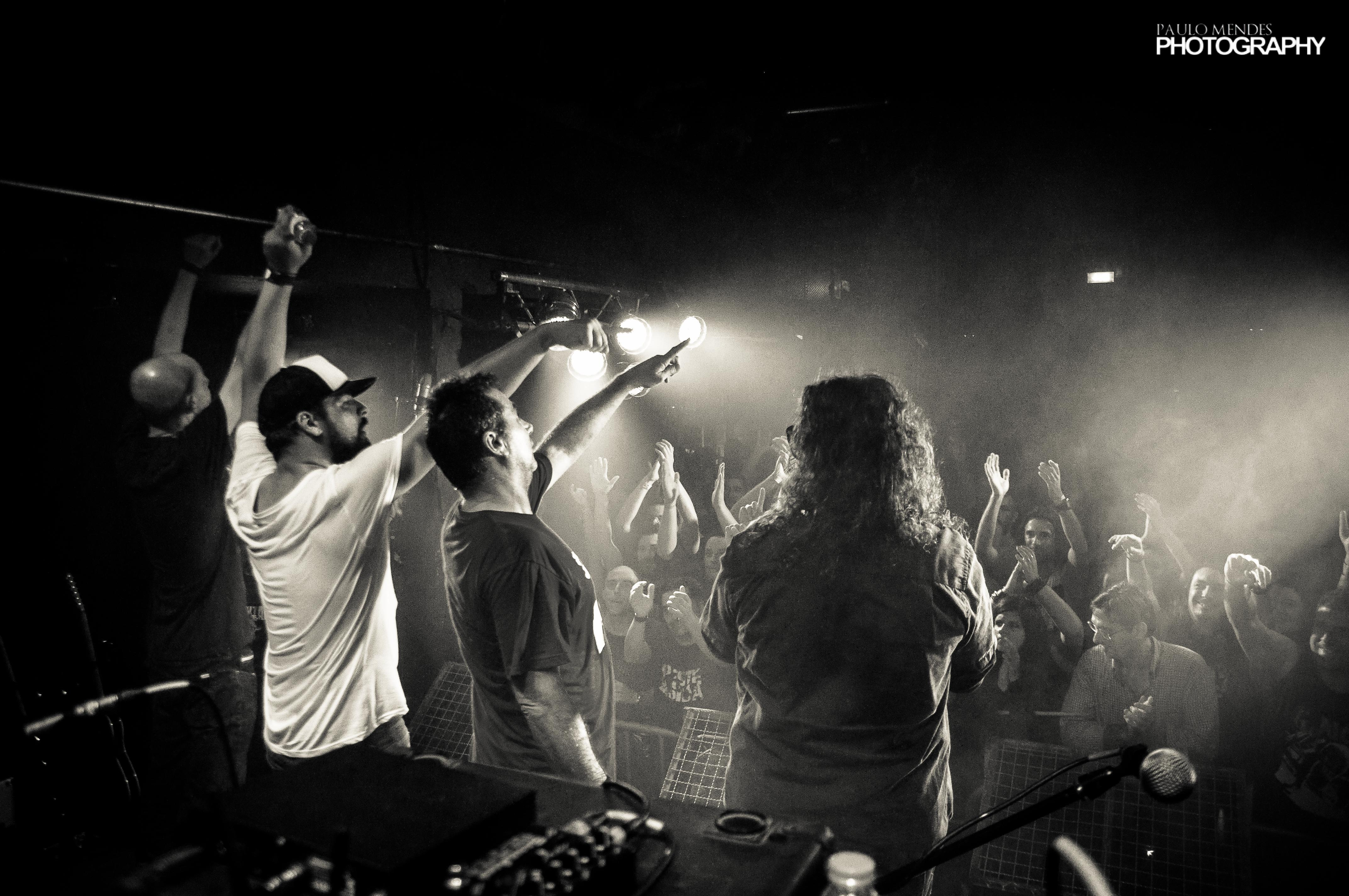
Peste & Sida im RCA Club, Lissabon, am 6. November 2015

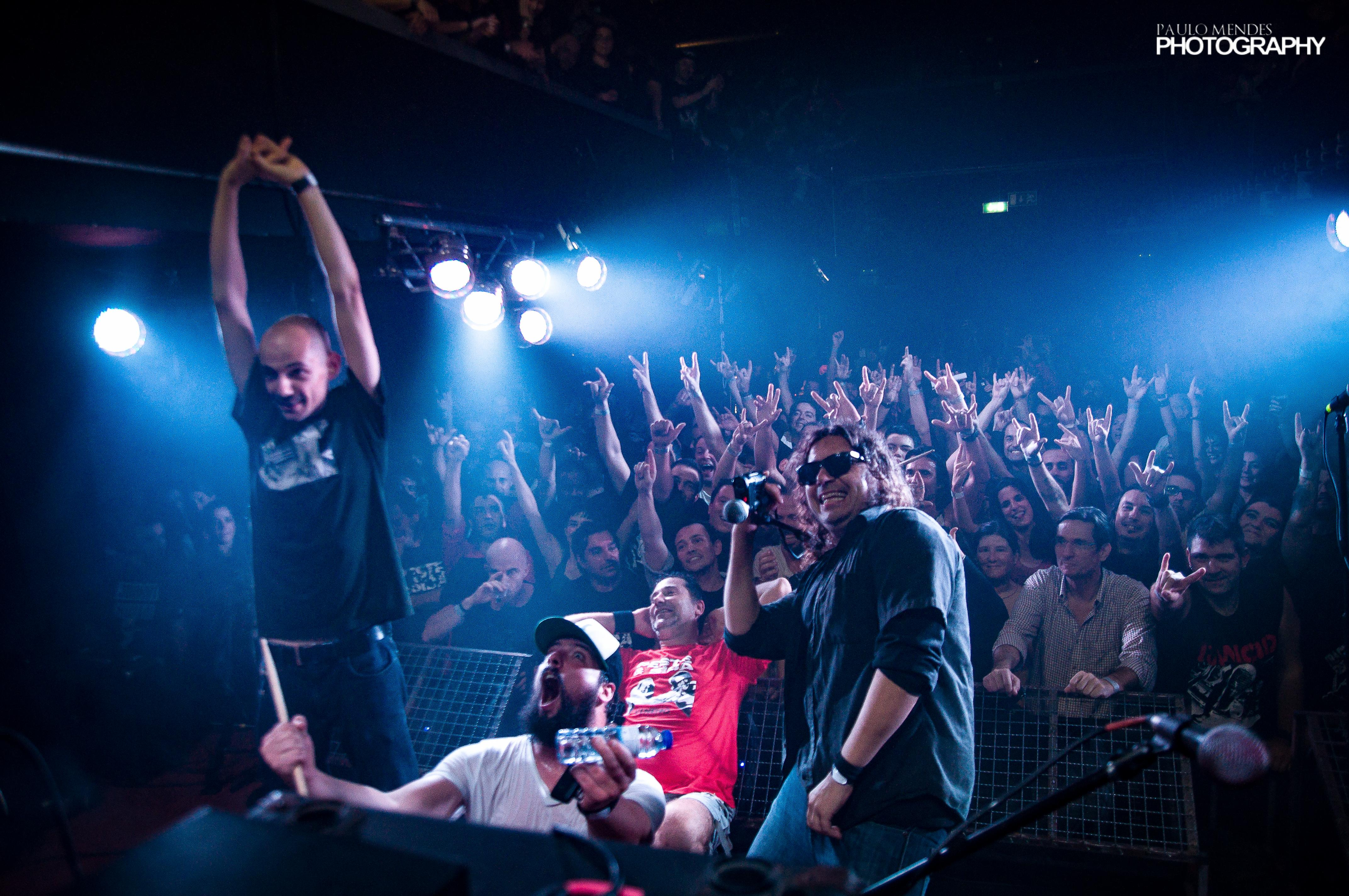
Peste & Sida im RCA Club, Lissabon, am 6. November 2015

Die Gruppe wurde im Sommer 1986 gegründet und gab noch im gleichen Jahr ihr erstes Konzert. Sie nahmen 1987 am vierten Bandwettbewerb des Rock Rendez-Vous (4º Concurso de Música Moderna do Rock Rendez-Vous) teil. Gleichzeitig ermöglichte das Independent-Label Transmédia ihnen die Veröffentlichung ihres ersten Albums. Veneno (dt.: ‚Gift‘) war, neben zeitgenössischem Punk-Rock, vor allem vom Stil der Band The Clash beeinflusst.
Die portugiesische PolyGram-Niederlassung nahm die Band unter Vertrag und veröffentlichte ihr inzwischen ausverkauftes Debütalbum neu, bevor sie 1989 ihre zweite LP herausbrachte. Auf Portem-se bem (dt.: ‚Benehmt Euch‘) zeigte die Band eine Vielzahl an Einflüssen. Populär wurden das im Ramones-Stil gespielte Sol da Caparica (dt.: ‚Sonne von Caparica‘), ebenso das fröhliche Anti-Heroin-Lied Chuta Cavalo (dt.: ‚Schieß Pferd‘), das mit Fußball-Chorgesängen und einem schnellen Rhythmus heraus stach. Als Vorgruppe von Public Image Ltd. und Xutos & Pontapés erhöhte sich ihre Bekanntheit in der Musikszene zusätzlich.
1989 erschien mit der Maxi-Single Homem de Sorte (dt.: ‚Mann des Glücks‘) eine 12"-Single, mit dem Reggae-Stück Reggae Sida auf der B-Seite. Sänger Almendra verließ danach die Band. Peste & Sida lösten sich jedoch nicht auf, und 1990 erschien das dritte Album, Peste & Sida é que é! (dt. etwa: ‚Peste & Sida sind es!‘). Neben dem vergnügt-gesellschaftskritischen Vamos ao trabalho (dt.: ‚Gehen wir zur Arbeit‘), welches entfernt an Toy-Dolls-Stücke erinnerte, oder das in der Punk-Szene bekannt gewordene, schnelle Hardcore-Punk-Stück Morte aos Xibos, waren Einflüsse aus Reggae und Rap hörbar. Bemerkenswert war auch ihre Version eines José-Afonso-Stückes.
Die Berichterstattung in den Medien des Landes, besonders den Musikmagazinen, machte die Band nun auch einem größeren Publikum bekannt, ebenso ihre gelegentlichen Fernsehauftritte. Sie galten nun als etablierte Band. Nach ihrem Album Eles Andam Aí (dt. etwa: ‚Sie sind unter uns‘) 1992 erschien 1993 eine Best of, die jedoch nur eine Zusammenstellung ihres zweiten und dritten Albums darstellte. Inzwischen hatte die Band angefangen, zum Vergnügen unter dem Namen Despe e Siga Konzerte in kleineren Klubs und Bars zu geben, bei denen sie eigenwillige und durchweg mit neuen, portugiesischen Texten ausgestattete Versionen bekannter Rock-’n’-Roll-, Ska- und Punk-Hits spielte. Die Bandmitglieder verlegten ihre Aktivitäten nun zunehmend auf dieses Projekt, so dass Peste & Sida als Band ruhte. San Payo, der eine Zeit auch bei Despe e Siga gespielt hatte, wollte die Band weiter führen. Als die übrigen Bandmitglieder das neue Projekt bevorzugten, stieg er 1996 aus. Damit galten Peste & Sida als aufgelöst.

### Seit 2002
2002 veröffentlichte die portugiesische Universal-Niederlassung unter dem Titel A Verdadeira História (dt.: ‚Die wahre Geschichte‘), in Anspielung an das gesellschaftskritische Peste-&-Sida-Stück A Verdadeira História de Alcides Pinto, eine Best-of-Zusammenstellung aus allen ihren Veröffentlichungen. Luís Varatojo stellte die Compilation zusammen, was ihn in Konflikt mit San Payo brachte, der Varatojo nicht abgesprochene Alleingänge vorwarf.
Das wiedererwachte Interesse an Peste & Sida, und die inzwischen erlahmenden Aktivitäten von Despe e Siga, brachten die Band dann wieder zusammen. Gründungsmitglied Varatojo jedoch kam nicht in die Band zurück, zum einen wegen der Differenzen mit San Payo, zum anderen wegen eigener anderer Projekte, so A Naifa. Nach einigen Konzerten veröffentlichte die Band 2004 mit Tóxico (dt.: ‚Giftig‘) dann ein neues Album. Original-Sänger Almendra, der zeitgleich in der Punk-Band Punk Sinatra sang, war seit 2003 regelmäßig Gast-Sänger bei Peste & Sida-Konzerten, bis er 2005 dann auch offiziell wieder Sänger der Band wurde, und auf Cai no Real 2007 erstmals wieder auf Schallplattenaufnahmen der Gruppe sang. Nach seinem erneuten Ausstieg 2010 setzte die Band ihre Aktivitäten als Trio fort. In der Formation spielten sie 2011 das medial beachtete Album Não há Crise (dt.: ‚Es gibt keine Krise‘) ein und traten weiterhin live auf, etwa 2012 auf der Festa do Avante!.
Nach dem 25-jährigen Bandjubiläum erschien 2012 ein Buch, das die Bandgeschichte nachzeichnete, und das auf einem Jubiläumskonzert von der Band präsentiert wurde, u. a. mit ehemaligen Bandmitgliedern wie Almendra oder Orlando Cohen. Eine Veröffentlichung des Konzertes als DVD ist geplant. Als begleitende CD zum Buch haben portugiesische Bands wie Xutos & Pontapés, Galandum Galundaina, The Gilberts Feed Band oder Tara Perdida, neben einer Reihe Underground-Gruppen wie Albert Fish, Versionen von Peste & Sida-Songs eingespielt.

## Diskografie
- 1987: Veneno
- 1989: Portem-se bem
- 1989: Homem de Sorte (12"-Single)
- 1990: Peste & Sida É que É
- 1992: Eles Andam Aí
- 1992: Tu Queres Ecus/Atrás Dos Teus Encantos (12"-Single, nur Promo)
- 1992: Orgia Paroquial (12"-Single)
- 1993: O Melhor dos Peste & Sida (Best of)
- 2002: A Verdadeira História (Best of)
- 2004: Tóxico
- 2007: Cai no Real
- 2009: Sol da Caparica, na minha bicla (CD-Single mit Video)
- 2011: Não há Crise
- 2011: Bandas Míticas II, Vol. 22 (Best-of-Serie)

## Bibliografie
- Augusto Figueira, Renato Conteiro: Peste & Sida – 25 Anos de Veneno. Ulmeiro Editora, Lissabon 2012